# Aphrophila tridentata
Aphrophila tridentata là một loài ruồi trong họ Limoniidae. Chúng phân bố ở miền Australasia.